# جام کمپئونز ۲۰۲۴
جام کمپئونز ۲۰۲۴ ششمین دوره جام کمپئونز بود، یک رقابت سالانه فوتبال در آمریکای شمالی که بین قهرمان فصل قبل لیگ برتر فوتبال و برنده سوپر جام مکزیک برگزار می‌شود.
این مسابقه با حضور تیم‌های کلمبوس کرو، قهرمان جام ام‌ال‌اس ۲۰۲۳، و آمریکا، برنده سوپر جام مکزیک ۲۰۲۴، برگزار شد. تیم کلمبوس کرو این مسابقه را در ۲۵ سپتامبر ۲۰۲۴، در ورزشگاه لوور.کام فیلد در کلمبوس، اوهایو، ایالات متحده، برگزار کرد.

## مسابقه
| کلمبوس کرو                                                     | ۱–۱   | آمریکا                                                         |
| -------------------------------------------------------------- | ----- | -------------------------------------------------------------- |
| - آموندسن ۷۷'                                                  | گزارش | - داویلا ۶۸'                                                   |
| ضربات پنالتی                                                   |       |                                                                |
| - کاماچو - ماتشان - راسل-رو - هرناندز - جونز - جکسون - آموندسن | ۴–۵   | - والدس - ر. سانچز - آگویره - فیدالگو - داویلا - خوارز - آراخو |

| کلمبوس کرو | آمریکا |